# Lijst van voetbalinterlands Afghanistan - Mongolië
Deze lijst van voetbalinterlands is een overzicht van alle officiële voetbalinterlands tussen de nationale teams van Afghanistan en Mongolië. De landen hebben tot nu toe drie keer tegen elkaar gespeeld. De eerste ontmoeting, een kwalificatiewedstrijd voor de AFC Challenge Cup 2014, werd gespeeld in Vientiane (Laos) op 4 maart 2013. Het laatste duel, een kwalificatiewedstrijd voor het Wereldkampioenschap voetbal 2026, vond plaats op 12 oktober 2023 in Ulaanbaatar.

## Wedstrijden
| № | Plaats      | Datum           | Competitie                          | Wedstrijd              | Uitslag |
| - | ----------- | --------------- | ----------------------------------- | ---------------------- | ------- |
| 1 | Vientiane   | 4 maart 2013    | AFC Challenge Cup 2014 kwalificatie | Mongolië − Afghanistan | 0 − 1   |
| 2 | Doesjanbe   | 12 oktober 2023 | WK 2026 kwalificatie                | Afghanistan − Mongolië | 1 − 0   |
| 3 | Ulaanbaatar | 17 oktober 2023 | WK 2026 kwalificatie                | Mongolië − Afghanistan | 0 − 1   |

## Samenvatting
| Competitie                     | Totaal gespeeld | Winst Afghanistan | Gelijk | Winst Mongolië | Doelsaldo Afghanistan – Mongolië |
| ------------------------------ | --------------- | ----------------- | ------ | -------------- | -------------------------------- |
| WK-kwalificatie                | 2               | 2                 | 0      | 0              | 2 − 0                            |
| AFC Challenge Cup-kwalificatie | 1               | 1                 | 0      | 0              | 1 − 0                            |
| Totaal                         | 3               | 3                 | 0      | 0              | 3 − 0                            |

Wedstrijden bepaald door strafschoppen worden, in lijn met de FIFA, als een gelijkspel gerekend.
FFA · A-internationals · Afghaans vrouwenelftal
1940 - 1949 · 
1950 - 1959 · 
1960 - 1969 · 
1970 - 1979 · 
1980 - 1989 · 
1990 - 1999 · 
2000 – 2009 · 
2010 – 2019
Bangladesh ·
Bhutan ·
Cambodja ·
China ·
Filipijnen ·
Hongkong ·
India ·
Indonesië ·
Irak ·
Iran ·
Japan ·
Jordanië ·
Kirgizië ·
Koeweit ·
Laos ·
Libanon ·
Luxemburg ·
Malediven ·
Maleisië ·
Mongolië ·
Nepal ·
Noord-Korea ·
Oman ·
Pakistan ·
Palestina ·
Qatar ·
Saoedi-Arabië ·
Singapore ·
Sri Lanka ·
Syrië ·
Tadzjikistan ·
Taiwan ·
Thailand ·
Turkmenistan ·
Vietnam ·
Zuid-Korea
MFF · Mongolisch vrouwenelftal
Interlands
Tegenstander:
Afghanistan ·
Azerbeidzjan ·
Bangladesh ·
Bhutan ·
Brunei ·
Cambodja ·
Filipijnen ·
Georgië ·
Guam ·
Hongkong ·
India ·
Japan ·
Jemen ·
Kirgizië ·
Koeweit ·
Laos ·
Libanon ·
Macau ·
Malediven ·
Maleisië ·
Mauritius ·
Myanmar ·
Noord-Korea ·
Oezbekistan ·
Oost-Timor ·
Palestina ·
Saoedi-Arabië ·
Singapore ·
Sri Lanka ·
Tadzjikistan ·
Taiwan ·
Tanzania ·
Vanuatu ·
Vietnam ·
Zuid-Korea